# SG Egelsbach
Die Sportgemeinschaft 1874 Egelsbach ist ein Sportverein aus Egelsbach.
Angeboten werden Boxen, Fußball, Handball, Judo, Leichtathletik, Musikzug, Rollkunstlauf, Sportcenter, Tennis, Tischtennis, Turnen, Volleyball und Ski, Wandern, Freizeit.

## Geschichte
Die Sportgemeinschaft Egelsbach geht zurück auf die Vorgängervereine Turnverein von 1874, die Turngemeinde von 1885 und den Fußballklub Egelsbach von 1903. Nach Ende des Zweiten Weltkriegs 1945 ordnete die Militärregierung an, eine Sportgemeinschaft zu gründen. Die SG Egelsbach wurde am 10. November 1945 gegründet.
Die 1. Fußballmannschaft der SG Egelsbach war mehrfach im DFB-Pokal vertreten. 1976/77 überstand man die erste Runde durch einen 3:0-Sieg beim 1. FC Mülheim, in der 2. Runde unterlag man dem VfL Osnabrück vor 3000 Zuschauern mit 0:2. Im DFB-Pokal 1980/81 spielte die SG nach einem Sieg über TuS Neuendorf in der 2. Runde gegen den Bundesligisten 1. FC Kaiserslautern und verlor vor 5500 Besuchern mit 1:3 Toren.
1994 gewann die SG Egelsbach den Hessenpokal und qualifizierte sich erneut für den DFB-Pokal 1994/95. Wiederum war der 1. FC Kaiserslautern Gegner der Sportgemeinschaft, die sich vor 7.000 Zuschauern mit 0:2 achtbar aus der Affäre zog. Im gleichen Jahr war Egelsbach Gründungsmitglied der Regionalliga Süd, in der die Mannschaft bis zu ihrem Abstieg drei Jahre lang spielte. Finanzielle Probleme führten im Anschluss zu einer weiteren sportlichen Talfahrt; der Verein musste auf Kreisebene neu starten. Das Engagement des Vereins mit über 500 aktiven Sportlern und 18 lizenzierten Trainern ist beträchtlich. 2017 erhielt der Verein den Integrationspreis des DfB, nachdem eine Mannschaft für Geflüchtete gegründet und Sprachkurse durchgeführt wurden. Die Saison 2018/19 beendete der Verein auf dem 8. Platz der Kreisoberliga Offenbach. 2023 stieg die erste Herrenmannschaft in die Kreisliga A Offenbach ab. Ein Jahr später gelang die Rückkehr in die Kreisoberliga.

## Erfolge
- 1911: Gaumeister der C-Klasse
- 1913: Bezirksmeister der B-Klasse
- 1921: Gaumeister der A-Klasse
- 1926: Meister der B-Klasse
- 1929: Gaumeister der A-Klasse
- 1974: Bezirksmeister Darmstadt
- 1975: Bezirkspokalsieger Darmstadt
- 1976: 2. DFB-Pokalhauptrunde
- 1979: Meister der Gruppenliga
- 1980: Bezirkspokalsieger Darmstadt
- 1980: 2. DFB-Pokalhauptrunde
- 1994: Hessenpokalsieger
- 1994: DFB-Pokalhauptrunde

## Bekannte Spieler
- Daniel Ciucă
- Günter Franusch
- Michael Harforth
- Tayfur Havutçu
- Carsten Nulle
- Christian Titz
- Evans Wise
- Tomas Oral

## Trainer
- Lothar Buchmann (1989–1991)
- Niko Semlitsch